# Campionati mondiali di nuoto paralimpico 2022
I Campionati mondiali di nuoto paralimpico 2022 sono stati l'undicesima edizione dei Campionati mondiali di nuoto paralimpico, una competizione internazionale di nuoto per nuotatori con disabilità. Si è svolta a Funchal, in Portogallo, dal 12 al 18 giugno 2022. Inizialmente previsti per il 2021, sono stati spostati all'anno successivo a causa del rinvio (proprio al 2021) delle Paralimpiadi di Tokyo 2020 per via della pandemia di COVID-19.

## Medagliere
Di seguito le prime 10 posizioni del medagliere
| Pos. | Paese         | Oro | Argento | Bronzo | Totale |
| ---- | ------------- | --- | ------- | ------ | ------ |
| 1    | Italia        | 27  | 24      | 13     | 64     |
| 2    | Stati Uniti   | 24  | 9       | 7      | 40     |
| 3    | Brasile       | 19  | 10      | 24     | 53     |
| 4    | Gran Bretagna | 17  | 13      | 8      | 38     |
| 5    | Ucraina       | 13  | 10      | 13     | 36     |
| 6    | Paesi Bassi   | 8   | 7       | 6      | 21     |
| 7    | Australia     | 7   | 15      | 9      | 31     |
| 8    | Spagna        | 7   | 11      | 11     | 29     |
| 9    | Colombia      | 6   | 9       | 3      | 18     |
| 10   | Messico       | 6   | 6       | 13     | 25     |